# 綠區 (千葉市)
綠區（日语：／ Midori ku */?）是千葉市的6區之一。1992年（平成4年）4月1日千葉市升格為政令指定都市，綠區同時成立。

## 概要
1992年（平成4年）4月1日，隨千葉市升格政令指定都市而成立。近年區內各地陸續開發為住宅，人口逐漸增加，但仍保留許多綠地。以鎌取站為中心的生實野、土氣站為中心的明日見丘是區內最具代表性的新市鎮。

## 地理

### 主要河川
一級河川
- 利根川水系
  - 鹿島川（日语：鹿島川 (千葉県)）

二級河川
- 都川（日语：都川）水系
  - 都川
  - 支川都川
- 村田川（日语：村田川）水系
  - 村田川

### 鄰接自治體、行政區
- 千葉市的區
  - 中央區、若葉區
- 其他市町村
  - 東金市
  - 市原市
  - 茂原市
  - 大網白里市

## 歷史
江戶時代千葉市唯一的藩－森川氏生實藩在此設置陣屋。
由舊千葉郡譽田村、椎名村、山武郡土氣町、千葉郡生濱町的生實野地區所組成。雖然市區分散在外房線、大網街道沿線，但在缺乏生活圈整合性的千葉市各區中是唯一合理的區劃。
區名未使用本地的代表性地名，而是由公開募集的提案中選出。「有吉區」（舊生濱町）的支持度也十分高。
- 1889年（明治22年）4月1日－町村制施行，成立以下町村（已消失地名以〈　〉表示現行地名）。
  - 千葉郡（日语：千葉郡） 生實濱野村（日语：生浜町） ←有吉村、○北生實村、○南生實村、●濱野村、●村田村（○表大部分、● 表全域屬現中央區）
  - 千葉郡 椎名村（日语：椎名村） ←茂呂村、中西村、落井村、富岡村、小金澤村、大金澤村、刈田村、椎名崎村、古市場村
  - 千葉郡 譽田村（日语：誉田村 (千葉県)） ←野田村〈譽田町〉、遍田村〈邊田町〉、平山村、平川村、高田村、東山科村
  - 山邊郡（日语：山辺郡 (千葉県)） 土氣本鄉町（日语：土気町） ←土氣町、大稚村、大木戶村、小山村、越智村、高津戶村、上大和田村、下大和田村、小食土村、板倉村（部分屬現市原市）
- 1897年（明治29年）4月1日－山邊郡與武射郡（日语：武射郡）合併成立山武郡。土氣本鄉町劃屬該郡。
- 1925年（大正14年）1月1日－生實濱野村改稱生濱村。
- 1928年（昭和3年）11月10日－生濱村施行町制，為生濱町。
- 1939年（昭和14年）4月1日－土氣本鄉町改稱土氣町（日语：土気町）。
- 1955年（昭和30年）2月11日－生濱町、椎名村、譽田村編入千葉市。
- 1969年（昭和44年）7月15日－土氣町編入千葉市。
- 1992年（平成4年）4月1日－千葉市升格政令指定都市，本區成立。

## 行政
- 綠區役所
- 千葉南警察署（日语：千葉南警察署）

## 交通

### 鐵路
東日本旅客鐵道（JR東日本）
- 外房線：鎌取站 - 譽田站 - 土氣站

京成電鐵
- 千原線：學園前站 - 生實野站

### 巴士路線

#### 高速巴士
- 羽田空港線（千葉中央巴士（日语：千葉中央バス）、東京空港交通）

大網 - 土氣站南口 - 譽田站南口 - 鎌取站北口⇔羽田機場第1航廈 - 羽田機場第2航廈（行經東京灣跨海公路）

#### 路線巴士
- 千葉中央巴士（日语：千葉中央バス）
- 小湊鐵道
- 平和交通

### 道路
- 千葉外房收費道路
- 千葉東金道路
- 大網街道（日语：千葉県道20号千葉大網線）、茂原街道（日语：千葉県道14号千葉茂原線）

## 設施
- One Hundred Hills（日语：ワンハンドレッドヒルズ）（高級住宅區）
- 千葉土氣綠之森工業團地（日语：千葉土気緑の森工業団地）
- 綠圖書館
- 泉谷公園
- 有吉公園
- 大百池公園
- 千葉市昭和之森公園（日语：千葉市昭和の森公園）
- 保木美術館（日语：ホキ美術館）

### 住宅團地
- 生實野
- 生實野第一團地
- 生實野第二團地
- 千原台（日语：ちはら台）
- 千原台團地
- 古市場第一團地
- 古市場第二團地

## 教育

### 高等學校
- 千葉縣立土氣高等學校（日语：千葉県立土気高等学校）

### 中学校
- 千葉市立有吉中學校（日语：千葉市立有吉中学校）
- 千葉市立泉谷中學校
- 千葉市立大椎中學校
- 千葉市立越智中學校
- 千葉市立生實野南中學校
- 千葉市立土氣中學校
- 千葉市立土氣南中學校
- 千葉市立譽田中學校

### 小學校
| - 千葉市立明日見丘小學校 - 千葉市立有吉小學校 - 千葉市立泉谷小學校 - 千葉市立扇田小學校 - 千葉市立大木戶小學校 - 千葉市立大椎小學校 - 千葉市立越智小學校 - 千葉市立生實野南小學校 | - 千葉市立金澤小學校 - 千葉市立小谷小學校 - 千葉市立椎名小學校 - 千葉市立土氣小學校 - 千葉市立土氣南小學校 - 千葉市立平山小學校 - 千葉市立譽田小學校 - 千葉市立譽田東小學校 |

### 特別支援學校
- 千葉縣立千葉聾學校（日语：千葉県立千葉聾学校）
- 千葉縣立袖浦特別支援學校（日语：千葉県立袖ケ浦特別支援学校）

### 學校教育以外的設施
- 千葉縣立障害者高等技術專門校

## 地名

### 町名
| 町名                       | 假名                 | 郵遞區號 |
| -------------------------- | -------------------- | -------- |
| 明日見丘（あすみが丘）     | あすみがおか         | 267-0066 |
| 明日見丘東（あすみが丘東） | あすみがおかひがし   | 267-0067 |
| 板倉町                     | いたくらちょう       | 267-0064 |
| 大金澤町                   | おおかねざわちょう   | 266-0014 |
| 大木戶町                   | おおきどちょう       | 267-0057 |
| 大椎町                     | おおじちょう         | 267-0065 |
| 大高町                     | おおたかちょう       | 267-0054 |
| 落井町                     | おちいちょう         | 266-0025 |
| 越智町                     | おちちょう           | 267-0055 |
| 小山町                     | おやまちょう         | 267-0063 |
| 大野台                     | おおのだい           | 267-0056 |
| 生實野（おゆみ野）         | おゆみの             | 266-0031 |
| 生實野有吉（おゆみ野有吉） | おゆみのありよし     | 266-0034 |
| 生實野中央（おゆみ野中央） | おゆみのちゅうおう   | 266-0032 |
| 生實野南（おゆみ野南）     | おゆみのみなみ       | 266-0033 |
| 刈田子町                   | かりたごちょう       | 266-0021 |
| 鎌取町                     | かまとりちょう       | 266-0011 |
| 上大和田町                 | かみおおわだちょう   | 267-0051 |
| 小金澤町                   | こかねざわちょう     | 266-0015 |
| 椎名崎町                   | しいなざきちょう     | 266-0016 |
| 下大和田町                 | しもおおわだちょう   | 267-0052 |
| 大膳野町                   | だいぜんのちょう     | 266-0006 |
| 高田町                     | たかだちょう         | 266-0003 |
| 高津戶町                   | たかつどちょう       | 267-0053 |
| 土氣町                     | とけちょう           | 267-0061 |
| 富岡町                     | とみおかちょう       | 266-0022 |
| 中西町                     | なかにしちょう       | 266-0024 |
| 東山科町                   | ひがしやましなちょう | 266-0001 |
| 平川町                     | ひらかわちょう       | 266-0004 |
| 平山町                     | ひらやまちょう       | 266-0002 |
| 古市場町                   | ふるいちばちょう     | 266-0026 |
| 邊田町                     | へたちょう           | 266-0007 |
| 譽田町                     | ほんだちょう         | 266-0005 |
| 茂呂町                     | もろちょう           | 266-0023 |
| 小食土町                   | やさしどちょう       | 267-0062 |

## 知名人士
- 藤島康介－漫畫家
- 野間美由紀－漫畫家
- 時田洸一－漫畫家

## 外部連結
- 千葉市：綠區首頁 （页面存档备份，存于）